# Voisko

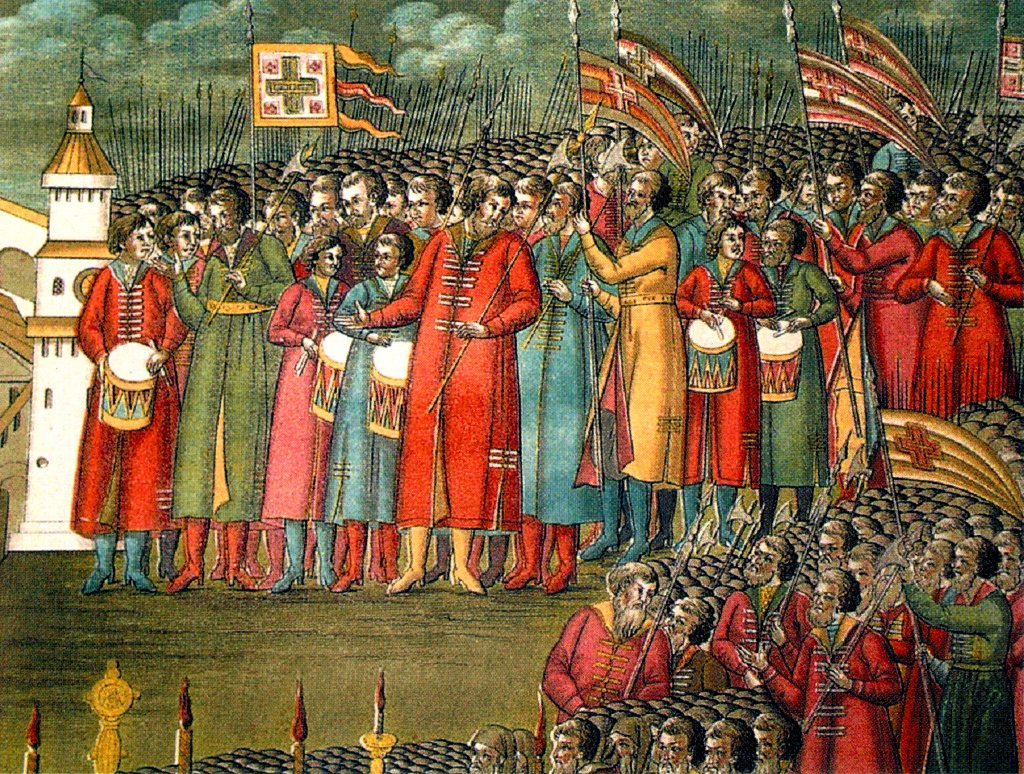
Voisko Streltsi, em um fragmento de desenho de 1672.

Voisko (em russo antigo: "Воя", "Voia", em russo:  Войско; literalmente: tropa, esquadrão, hoste) é termo histórico para os grupos armados que se originaram com o surgimento das primeiras formações estatais, especialmente eslavas e turcas (voisko rus (drujina), p. ex.). No Czarado da Rússia e em vários antigos Estados eslavos, o termo "Voisko" era usado para se referir às forças militares como um todo e às suas formações constituintes (voisko senhorial, voisko streltsi, voisko cossaco, voisko regular, voisko recrutado (milícia)). Com a criação de uma força militar regular na Rússia no início do século XVIII, o termo "Voisko" foi substituído pelo termo "Armiya" (Armada, Exército) e, posteriormente, “Vooruzhonnyye Sily” (Forças Armadas). O termo designava também, a população cossaca que ocupava um território separado do Império Russo ou, no séc. XIX, as unidades territoriais e administrativas onde residiam uma classe militar especial - os cossacos.